# George Hungerford
Pour les articles homonymes, voir Hungerford.
George Hungerford, né le 2 janvier 1944 à Vancouver, est un rameur d'aviron canadien. 

## Carrière
George Hungerford participe aux Jeux olympiques de 1964 à Tokyo et remporte la médaille d'or avec le deux sans barreur canadien en compagnie de Roger Jackson.
Malgré leur statut initial de remplaçant, leur courte préparation avant les Jeux et le fait que Hungerford soit affaiblit par une mononucléose, le duo remporte la course à la surprise générale, les journalistes canadiens n'ayant pas pris la peine de suivre la compétition. Il s'agit de la seule médaille d'or obtenue par le Canada lors de ces Jeux.
Il est l'oncle de la joueuse de tennis professionnelle Rebecca Marino.